# Naftali Rothenberg

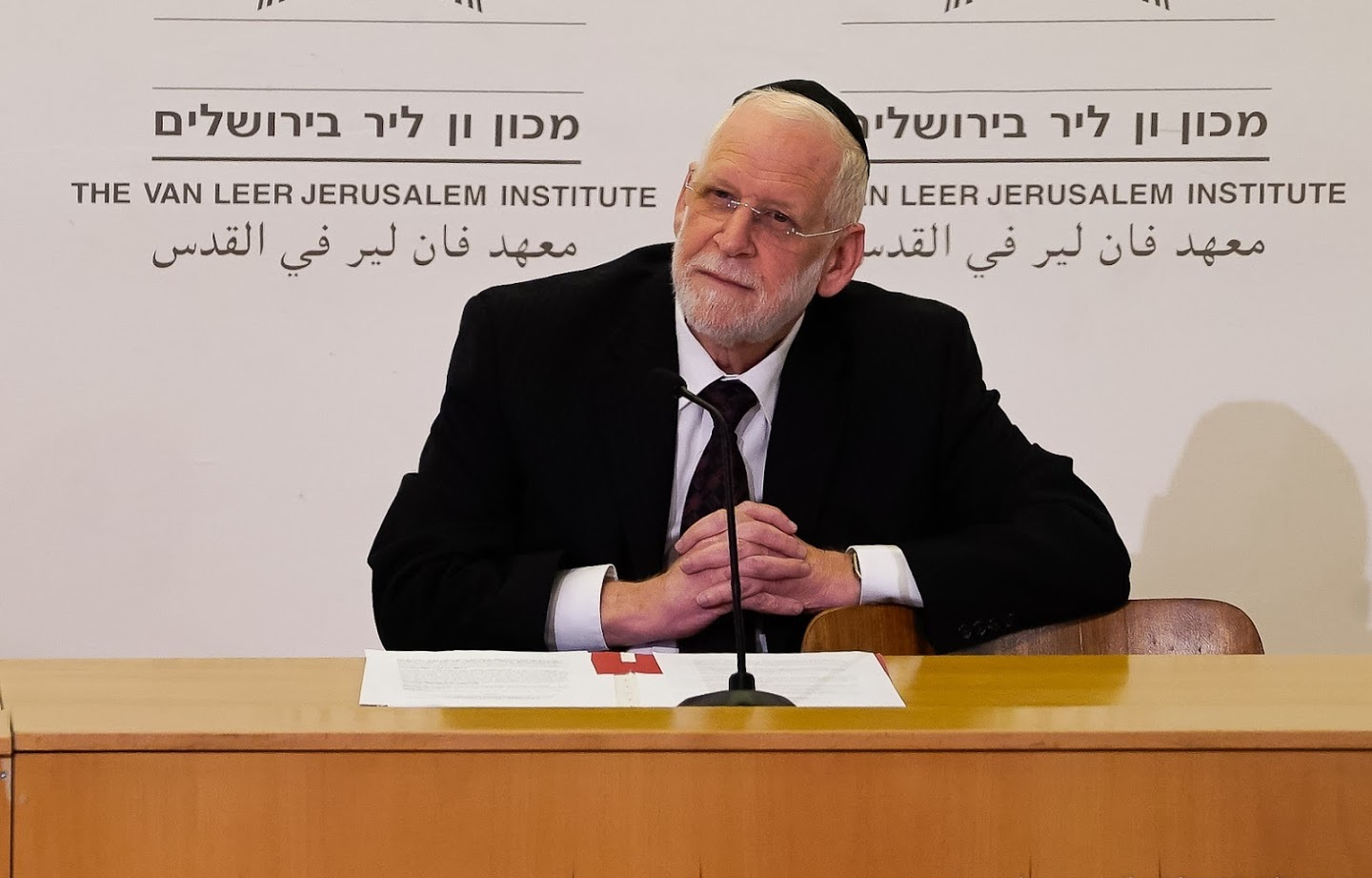
Naftali Rothenberg (2020)

Naftali Rothenberg (hebräisch נפתלי רוטנברג; geboren 14. Juli 1949 in Haifa) ist ein israelischer Gelehrter, Rabbiner und Autor. Er ist bekannt für seine Studien zum Konzept der Weisheit der Liebe in der jüdischen kanonischen Literatur und seine integrative Führung im israelischen Rabbinat.

## Ausbildung und Beruf
Rothenberg wurde in Haifa als Sohn von Shlomo und Yehudit Rotenberg geboren und wuchs in Jerusalem auf, wohin seine Familie zog, als er sechs Monate alt war. Er studierte in ultraorthodoxer Yeshiva, einschließlich der Negev Yeshiva in Netivot (5777) und der Kamnitz Yeshiva in Jerusalem (5778-773). Er diente als Oberrabbiner der aschkenasischen Gemeinde in Lima, Peru (1974–1978) und als Rabbiner der IDF-Offiziersschule (1978–1980).
1973 wurde Rothenberg bei Yeshivas Kaminetz in Jerusalem ordiniert und studierte von 1980 bis 1984 Philosophie und Jüdisches Denken an der Hebräischen Universität. Er diente als Oberrabbiner der aschkenasischen Gemeinde in Lima, Peru (1974–1978) und als Kaplan und Senior Education Officer in der IDF (1978–1989). Von 1997 bis 2003 war er außerordentlicher Professor für Jüdische Studien an der School of Management des Touro College im Zweigbüro Jerusalem. Er ist Rabbiner der Gemeinde Har Adar (seit 1986) und Senior Research Fellow am Van Leer Jerusalem Institute (seit 1994). Seit 2014 ist er Associate des Program on Law and Religion und Co-Investigator im Project on Love in Religion am Centre for Religion and Culture der Oxford University. Seine Hauptstudiengebiete sind: die Weisheit der Liebe; demokratische Bildung; Halacha und Zustand. Rothenberg war 2011 Preisträger des Liebhaber-Preises zur Förderung religiöser Toleranz in Israel.

## Gedanken

### Die Weisheit der Liebe
Liebe entsteht nach Rothenberg aus der Harmonie von Geist und Materie, Geist und Körper. Die Texte, die er in seinen Werken analysiert, versuchen, eine solche Beziehung zwischen Mann und Frau zu fördern, die gleichzeitig auf drei Ebenen existiert: der kognitiv-intellektuellen; das spirituell-emotionale – ausgedrückt in den Gefühlen, die die Partner füreinander haben; und das Physische – das ist der physische Kontakt und die Vereinigung zwischen ihnen. Das Überleben der Liebe hängt von der ständigen Anstrengung ab, die Harmonie zwischen Geist, Seele und Körper aufrechtzuerhalten. Die Ablehnung eines dieser drei Elemente wird gemäß dem harmonischen Ansatz daher das Liebesband schwächen und sogar zerstören. Die meisten Menschen kennen zwei Herangehensweisen an die Liebe: die puritanische Herangehensweise, die sie mit Religion, der Heiligen Schrift und „Spiritualität“ im Allgemeinen verbinden; und der freizügige Ansatz, der oft als materialistisch und antispirituell angesehen wird, selbst in den Augen seiner eigenen Vertreter. Mit anderen Worten, egal ob man eine puritanische oder freizügige Herangehensweise oder einen Lebensstil annimmt, die Prämisse bleibt die einer spirituellen/materiellen Dichotomie, wobei die eigene Wahl darauf beschränkt ist, sich für das eine oder andere zu entscheiden. Der harmonische Umgang mit der Liebe schlägt eine Alternative zu dieser Dichotomie vor und lehnt sowohl Puritanismus als auch Freizügigkeit ab. Rothenberg hat in den letzten zwei Jahrzehnten umfassend über die Liebe in der jüdischen kanonischen Literatur veröffentlicht. In seinem Buch „Rabbi Akiva’s Philosophy of Love“ schreibt er: „Rabbi Akivas Charakter hat mich fasziniert und fasziniert, seit ich vor etwa 25 Jahren begann, die Weisheit der Liebe in der kanonischen jüdischen Literatur zu lernen und zu lehren. Er, der zum ersten Mal in einer Liebesgeschichte in den Legenden auftauchte; rettete den Inbegriff des Liebesliedes Song of Songs vor dem Vergessen; entwickelte eine ganze Philosophie – und Praxis – der ehelichen Harmonie; sah die Liebe zwischen Mann und Frau als heilige Vollkommenheit von Körper, Geist und Seele; behauptete, dass „Liebe deinen Mitmenschen wie dich selbst“ das große Prinzip ist, von dem sich alle Moral ableitet; predigte Liebe für alle, die nach Gottes Bild geschaffen wurden; das Gebot erfüllt, Gott mit jeder Faser seines Wesens zu lieben, ihn mit ganzem Herzen, ganzer Seele und ganzer Kraft zu lieben, auch wenn ihm alles genommen wurde – ein Ausdruck der Liebe bis zum letzten Atemzug. R’ Akiva war der einzige Weise, der den Obstgarten der Liebe sicher betrat und wieder verließ. Seine Ideen, Theorien und Praktiken legten den Grundstein für das Studium der Weisheit der Liebe.“

### Halacha, Rabbinat und Staat
Rabbi Rothenberg behauptet, dass es keinen Widerspruch zwischen Halacha und Demokratie gibt. Ausdrücke wie „halachischer Staat“ oder „jüdischer Gottesstaat“ haben keine Grundlage in halachischen Quellen. Zivilklagen in finanziellen Angelegenheiten sollten vor das Rabbinergericht (Beth din) gebracht werden, wenn beide Seiten einverstanden sind. Halakha behauptet jedoch nicht, dass das bestehende Rechtssystem durch ein religiöses Gerichtssystem ersetzt werden sollte. Ein totalitäres Regime (sogar angeführt von „religiösen“ Juden) würde Handlungen begehen und Gesetze erlassen, die der Halacha widersprechen, während die Demokratie tatsächlich das einzige politische System ist, das nicht von Natur aus mit dem jüdischen Religionsgesetz kollidiert. Durch seine lange Karriere ist Rabbiner Rothenberg als Stadtrabbiner Mitglied des israelischen offiziellen Rabbinats. Einerseits spiegeln seine Aktivitäten und Positionen Unabhängigkeit und Originalität wider, andererseits kritisierte er öffentlich alternative Initiativen zu Konversions- und Kaschrut-Fragen. Dennoch zum grundlegendsten Thema des Rabbinats: Eheschließung und Scheidung Rothenberg ist ein Verfechter der zweigleisigen Lösung.
1. Eheschließung: Jedes Paar in Israel wird berechtigt sein, eine von zwei Eheschließungen zu wählen: a) Ehe gemäß nach traditionellem jüdischem Recht durch das Rabbinat b) Standesamtliche Trauung durch einen gesetzlich zu bestimmenden Standesbeamten
2. Scheidung: Ein Ehepaar, das sich scheiden lassen möchte, kann dies auf demselben Weg tun, auf dem es geheiratet hat. Wer durch das Rabbinat geheiratet hat und sich scheiden lassen möchte, wird dies vor einem rabbinischen Gericht tun. Diejenigen, die eine standesamtliche Ehe geschlossen haben, werden diese vor den Familiengerichten auflösen. Rabbi Rothenberg ist entschieden gegen jede Form der Todesstrafe in Israel. Ein Artikel, den er schrieb, diente als Grundlage für einen Gesetzentwurf, der der Knesset vorgelegt wurde, um die Möglichkeit der Todesstrafe in Israel auszuschließen. Laut Rabbi Rothenberg sind bürgerliche Gleichberechtigung und Minderheitenrechte nicht nur demokratische Prinzipien, sondern jüdische religiöse Pflichten. Er kämpfte gegen jede Form der Diskriminierung und Hetze gegen Minderheiten und für die volle Integration von Arabern und anderen Minderheiten in alle Regierungssysteme.

### Demokratische und Friedenspädagogik
Als Reaktion auf die zunehmende Polarisierung innerhalb der israelischen Gesellschaft als Reaktion auf die Oslo-Abkommen richtete Rothenberg 1984 ein aktives Lernprogramm ein: Den Friedensprozess lernen, das wöchentlich an 500 Gymnasien im ganzen Land durchgeführt wird. Dieses Programm gab Schülern, Lehrern und Eltern aus allen politischen Hintergründen und Sektoren die Möglichkeit, den Prozess in Echtzeit zu erfahren und zu diskutieren und ihre Ängste, Hoffnungen und Meinungen auszudrücken. Rothenberg argumentiert, dass das zugrunde liegende Problem der israelischen Demokratie das Fehlen einer gemeinsamen bürgerlichen Sprache ist. Der Weg, um eine Situation zu schaffen, in der Gruppen, die sich in ihrer ethnischen Herkunft, Ideologie, Religion oder Einstellung zur Religion oder politischen Ansichten unterscheiden, dieselben staatsbürgerlichen Konzepte teilen können, ist das formale Bildungssystem. Rothenberg gründete am Van Leer Jerusalem Institute ein Team von Juden und Arabern, religiösen und säkularen, Vertretern unterschiedlicher politischer Ansichten, die es sich zur Aufgabe gemacht haben, die Herausforderungen anzugehen, denen sich die israelische Demokratie gegenübersieht, und einen Prozess der Veränderung und Verbesserung durch das Verfassen einer Staatsbürgerkunde zu leiten Lehrbuch. Ihre gemeinsame Anstrengung wurde 2014 vom israelischen Bildungsministerium genehmigt. Tausende von Schülern in israelischen öffentlichen Schulen – sowohl säkulare als auch religiöse – verwenden jedes Jahr sein Buch, um Staatsbürgerkunde zu lernen.

### Inklusives Judentum: Ströme und Schnittstellen
Rabbinische Traditionen betrachteten Studium und Wissen als offen für alle und widersetzten sich den wiederkehrenden Versuchen, die Hegemonie über das Wissen zu festigen. Der Demokratisierung des Wissens und der exegetischen Freiheit verpflichtet, gründete Rothenberg 1995 ein nationales Projekt mit Vortragsreihen und Veröffentlichungen am Van Leer Jerusalem Institute und an über 20 anderen Orten in ganz Israel. Die Dozenten und Autoren der Reihe repräsentieren ein breites Spektrum an Interpretationen und Herangehensweisen an den Kanon. Ebenfalls 1995 gründete er Dutzende von „Lerngemeinschaften“ als Rahmen für Studien und soziale Aktivitäten, die völlig unabhängig vom rabbinischen Establishment waren. Er arbeitete intensiv an Rahmenbedingungen und Ausdrucksformen säkularer jüdischer Kultur, einschließlich des Rechts auf säkulare Äußerung neben den religiösen Äußerungen in den offiziellen Gedenkzeremonien für Soldaten, die in Israels Kriegen gefallen waren. Rothenberg kritisiert, dass das Reformjudentum und andere Strömungen in Israel nicht offiziell anerkannt werden: „Israel ist der jüdische Nationalstaat und ein demokratisches Land; daher sollte es jeder einzelnen jüdischen Gemeinde erlaubt sein, sich auszudrücken und ihre Kultur und Bräuche aufrechtzuerhalten.“ Eine selten zu hörende Stimme eines orthodoxen Rabbiners und eines Mitglieds des staatlichen Rabbinats. Seit Beginn seiner langen rabbinischen Karriere beteiligt sich Rothenberg am Schnittstellendialog. Seine Hauptanstrengungen bestanden darin, die religiösen Spannungen im Nahen Osten abzubauen und zu verhindern, dass die Konflikte auf religiösen Streitigkeiten beruhen. Er ist eine starke Stimme für die Position der Rabbinatsmehrheit, die es Juden untersagte, den Tempelberg zu betreten. Rothenberg war einer der Initiatoren und Unterzeichner der Erklärung der orthodoxen Rabbiner über eine neue Ära in den Beziehungen zwischen dem jüdischen Volk und dem Christentum. Zum 50. Jahrestag von Nostra Aetate sagte er: „Der Erste Weltkrieg und mehr noch der Zweite Weltkrieg und der Holocaust verursachten eine schwere Subversion der Ideen des Humanismus und des Fortschritts als Grundlage für moralisches Verhalten und die Hoffnung auf eine bessere Zukunft …. An diesem entscheidenden Punkt spiegelte das Zweite Vatikanische Ökumenische Konzil seine enorme Bedeutung für die Menschheit als Ganzes wider, da Nostra Aetate zur Grundlage für einen die Realität verändernden Prozess wird. Wir erleben eine der Hauptkulturen: Die katholische Kirche geht über ihre eigene Besonderheit hinaus, über die Grenzen des religiösen Diskurses und des inneren Geistes. Der Nostra Aetate-Prozess lehrt uns mutig, revolutionär und faszinierend, „The Other“ zu präsentieren, sogar Gegner, sogar scheinbar in einem bestimmten religiösen Diskurs zu konkurrieren.“ (Vortrag von Rabbi Naftali Rothenberg im Bischöflichen Warschau, 26. November 2015).

## Werke
1. Ta'am VaDa'at (Reason and Opinion), (Hebrew), Jerusalem 2022.
2. Rabbi Akiva’s Philosophy of Love, Palgrave-Macmillan, 2017. Hebrew Version: Torat HaAhavah Shel Rabi Akiva" - Carmel Publishers - Jerusalem 2018.
3. Arakhim VeEzrakhim: (Values and Citizens: Civic Education for Public Schools, textbook and teacher's guide), (author and editor with a team of 6 others). Van Leer Jerusalem Institute, 2014. (Hebrew)
4. Akhdut Metokh Shonut – (Unity within Diversity: Common Core Curriculum to all Children in Israel), (with Libat Avishai), The Van Leer Jerusalem Institute, 2011. (Hebrew)
5. The Wisdom of Love: Man, Woman and God in Jewish Canonical Literature, Academic Studies Press, Boston, 2009. Hebrew version:Ayelet Ahavim – (Beloved Doe – Studies in the Wisdom of Love) – Yediot Aharonot Publishers – Tel Aviv 2005.
6. BeIkvot Ha’Ahava – (Where Love Leads – Love and Partnership in Jewish Sources) – Carmel Publishers – Jerusalem 2000 (Hebrew)
7. Reflections on Jerusalem: The City of David in Classical Texts (with Leora Tanenbaum and Sara M. Silberman) – Hadassah publications - New York 1995